# Massimo Laguardia
Massimo Laguardia (Palermo, 22 giugno 1961) è un percussionista e cantante italiano.
La sua carriera artistica nasce nel maggio 1979 come socio fondatore del Gruppo Agricantus ed in seguito della omonima Cooperativa.
Dal 2003 al 2008 collabora con il gruppo Terra di Mario Incudine con cui realizza 1 CD.
Nel 2007 partecipa per l'UNESCO alla Giornata Mondiale della Poesia a Palma di Montechiaro e pubblica il CD CuoreTamburo. Partecipa al Festival Teatri di Pietra di Grosseto.